# Ü-Cang

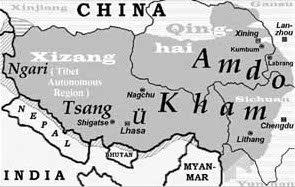
Mapka Tibetu

Ü-Cang (tibetsky: དབུས་གཙང་, Wylie: dbus gtsang), je jedna ze tří tradičních částí historického Tibetu. Další dvě jsou Kham a Amdo. Tradičně se Ü-Cang skládá ze dvou částí Ü a Cang. Ü-Cang se také nazývá Centrální Tibet. Město Lhasa je centrem Ü a Žikace centrem Cangu.
V poslední době se za Ü-cang považuje i oblast Ngari na západě a náhorní plošina Čhangthang. V Ngari se nachází nejposvátnější hora Asie Kailás. V Ü-cangu pramení řeka Jarlung Canpo, většinu území pokrývají hory.

## Historie
Ü-cang se považuje za kolébku tibetské civilizace a dodnes je kulturním a náboženským centrem Tibeťanů. Podle tibetských legend se první lidé vyvinuli z opic v kraji Lhokha, kde také vznikla první tibetská království. Po pádu mocné tibetské říše v 10. století se rozloha malých království málokdy rozšířila mimo hranice Ü nebo Cangu. Přesto Tibeťané na celé Tibetské náhorní plošině vždy považovali Lhasu za náboženské centrum.
V roce 1965 byly oblasti Ü-cang, Ngari, Čhangthang a západní Kham ustanoveny jako Tibetskou autonomní oblast v rámci ČLR.

## Geografie
Více informací také na Geografie Tibetu .

Ü-cang leží severně od Himálají, východně od oblasti Ngari, jižně od Nagčhu a západně od oblasti Čhamdo (obě součásti Khamu).
V Ü-cangu je množství velkých jezer a vysokých hor, Ü-cang zahrnuje i oblast severně od Mount Everestu.

### Administrativní dělení

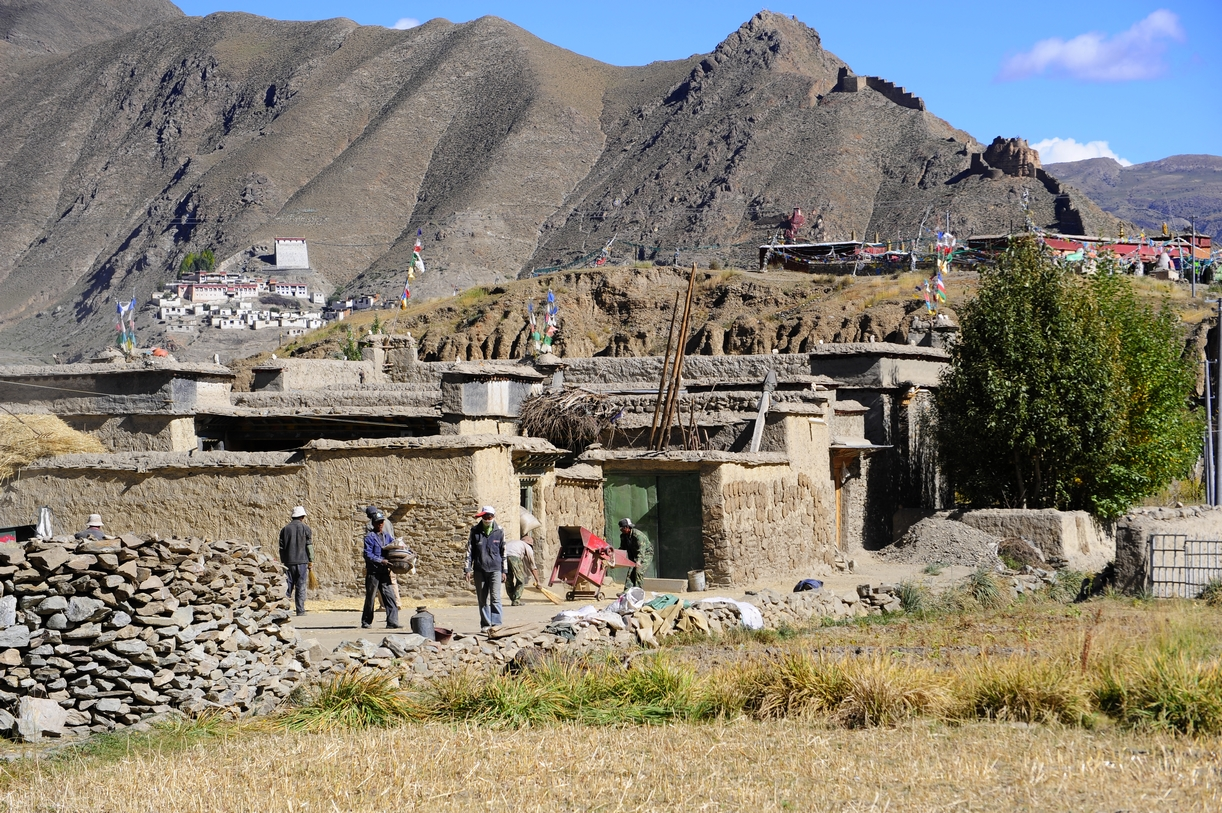
Údolí tibetských králů, Lhokha, Ü

- Ü
  - Lhasa
  - Lhokha
  - Ňingthi (východní část)
- Cang
  - Žikace